# Minnie Hauk
Minnie Hauk, född Amalia Mignon Hauck 16 november 1851 i New York i USA, död 6 februari 1929 i Tribschen i Schweiz, var en amerikansk operasångerska (sopran). Hauk hade omkring hundra roller på sin repertoar, och Carmen och Manon var de hon var mest förknippad med.

## Biografi

### Uppväxt
Hauk föddes i New York, men familjen flyttade senare till Providence i Rhode Island. Där fick hon som femåring bevista en teaterföreställning för första gången, något som gjorde djupt intryck på henne. Hauk utvecklade också ett stort intresse för Jenny Lind. I början på 1860-talet bodde familjen i New Orleans, där Hauk tog sånglektioner för Gregorio Curto och framträdde vid en välgörenhetskonsert. 1862 flyttade familjen igen, denna gång tillbaka till New York för att låta Hauks sångkarriär utvecklas vidare.

### Karriär
I New York studerade Hauk för Achille Errani, och hon debuterade i Brooklyn 1866 i operan Sömngångerskan. Vid femton års ålder gjorde hon rollen som Julia i Gounods opera Romeo och Julia på Academy of Music i New York. Därefter turnerade hon runt i USA och Europa. 1877 iklädde hon sig för första gången rollen som Carmen, en roll som hon skulle komma att göra över 600 gånger.
1892 grundade hon ett eget operasällskap (Minnie Hauk Grand Opera Company), med vilket hon turnerade runt i USA. Hon avslutade dock sin karriär efter att modern – hennes rådgivare och följeslagare på turneerna – avlidit 1896.

### Privatliv
Hauk gifte sig med den österrikiske författaren Ernst von Hesse-Wartegg 1881 och flyttade med honom till Villa Tribschen, utanför Luzern i Schweiz. Efter att hon avslutat sin karriär, varvade paret vistelse på egendomen med resor i Asien och Sydamerika.
Under första världskriget förlorade paret sina besparingar och när maken avled 1918 var Hauk i stort sett utblottad. Hon lät skriva sina memoarer för att få inkomst, och fick även hjälp av en insamling som kollegan Geraldine Farrar och the Music Lovers Foundation anordnade.
Självbiografin Memories of a Singer utgavs 1925. Fyra år senare avled hon i sitt i hem i Schweiz.